# Miyazaki (thành phố)
Thành phố Miyazaki (宮崎市, Miyazaki-shi Cung Khi thị) là tỉnh lỵ của tỉnh Miyazaki (宮崎県), là hạt nhân của vùng đô thị Miyazaki gồm 7 đô thị, và là một đô thị trung tâm vùng của vùng Kyūshū, phía Nam Nhật Bản.
Thành phố được thành lập vào năm 1924 ở gần như giữa tỉnh và trên phần phía Nam của đồng bằng Miyazaki. Sông Ōyodo chảy qua giữa thành phố và đổ ra vùng biển Hyūganada.
Thành phố có sân bay Miyazaki, cảng Miyazaki, 21 ga tàu điện thuộc ba tuyến (Nippō, Miyazaki Kuko, Nichinan) với các ga Minami Miyazaki và Tayoshi là ga chung.
Có 8 cơ sở giáo dục bậc đại học và hai cơ sở đào tạo nghề bậc trung cấp ở thành phố này.

## Hình ảnh

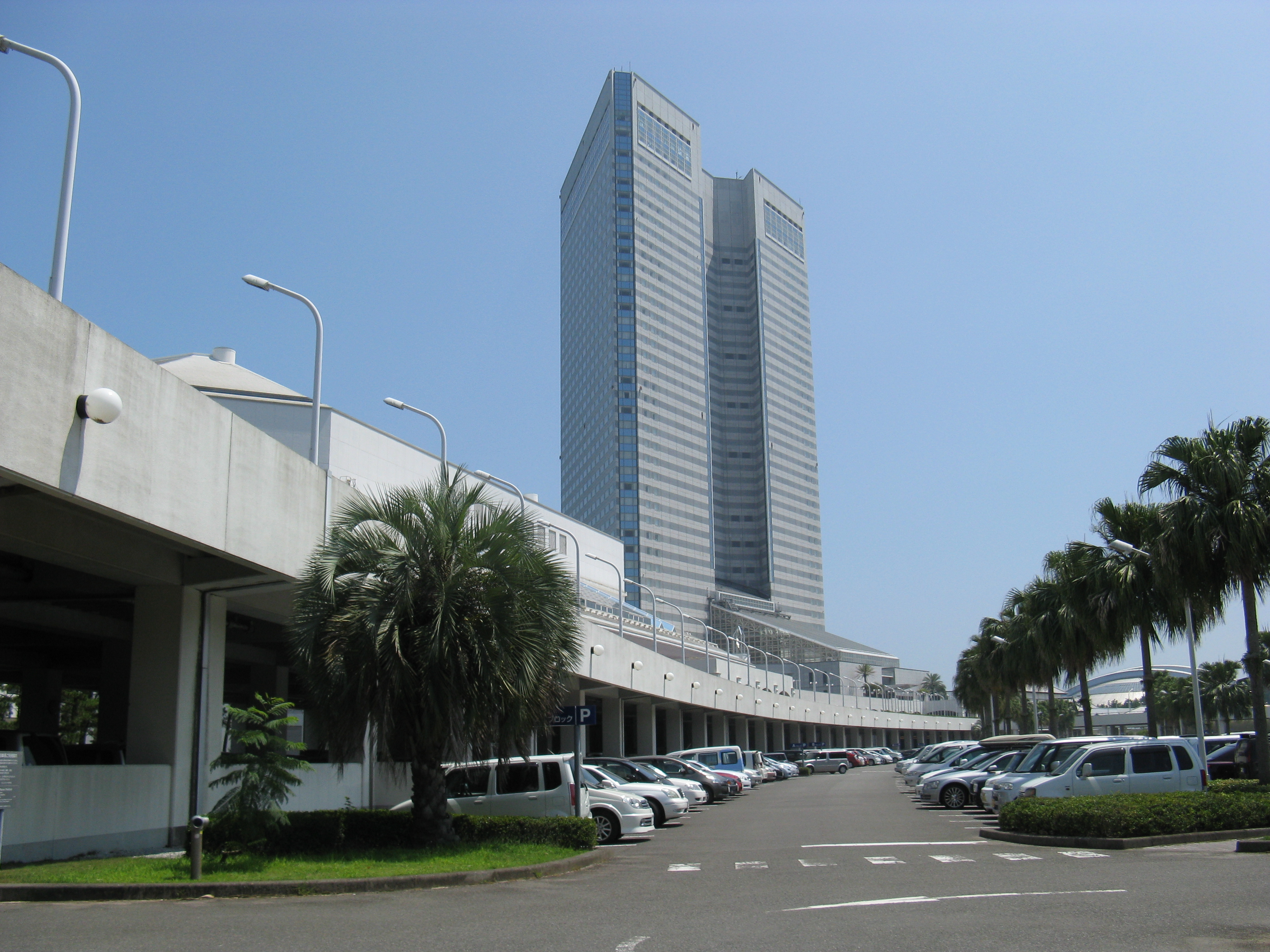
シーガイア
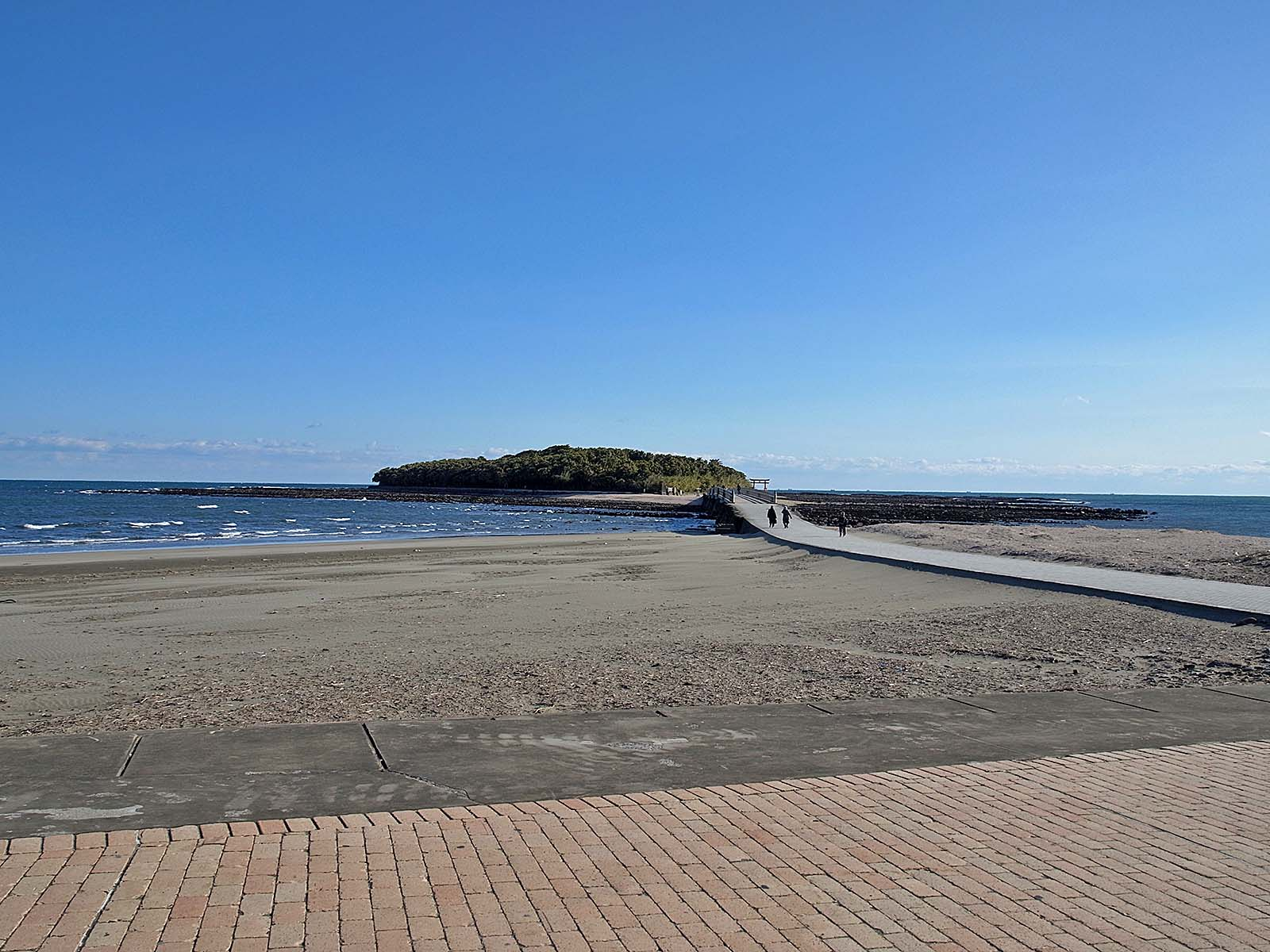
青島
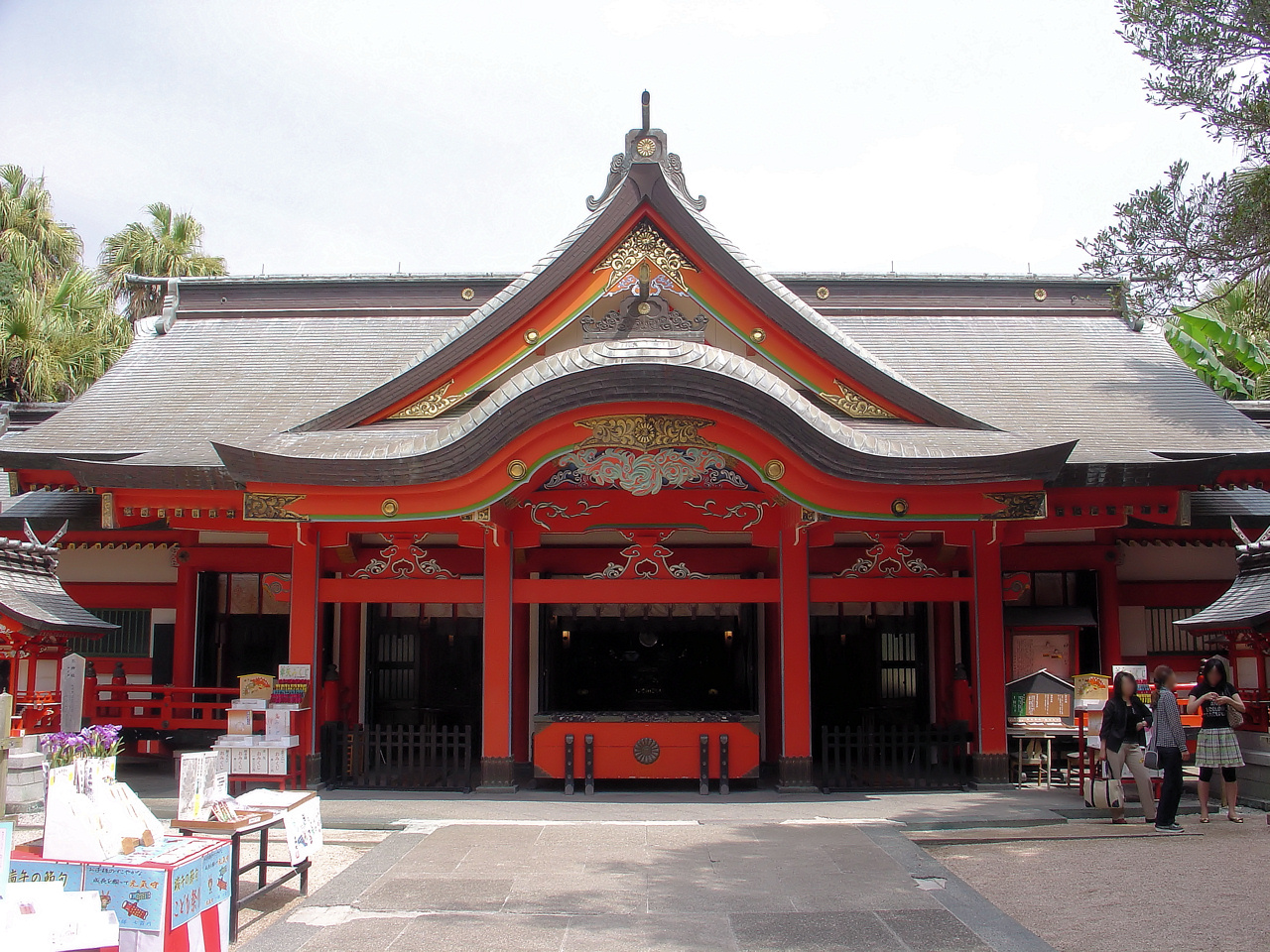
青島神社
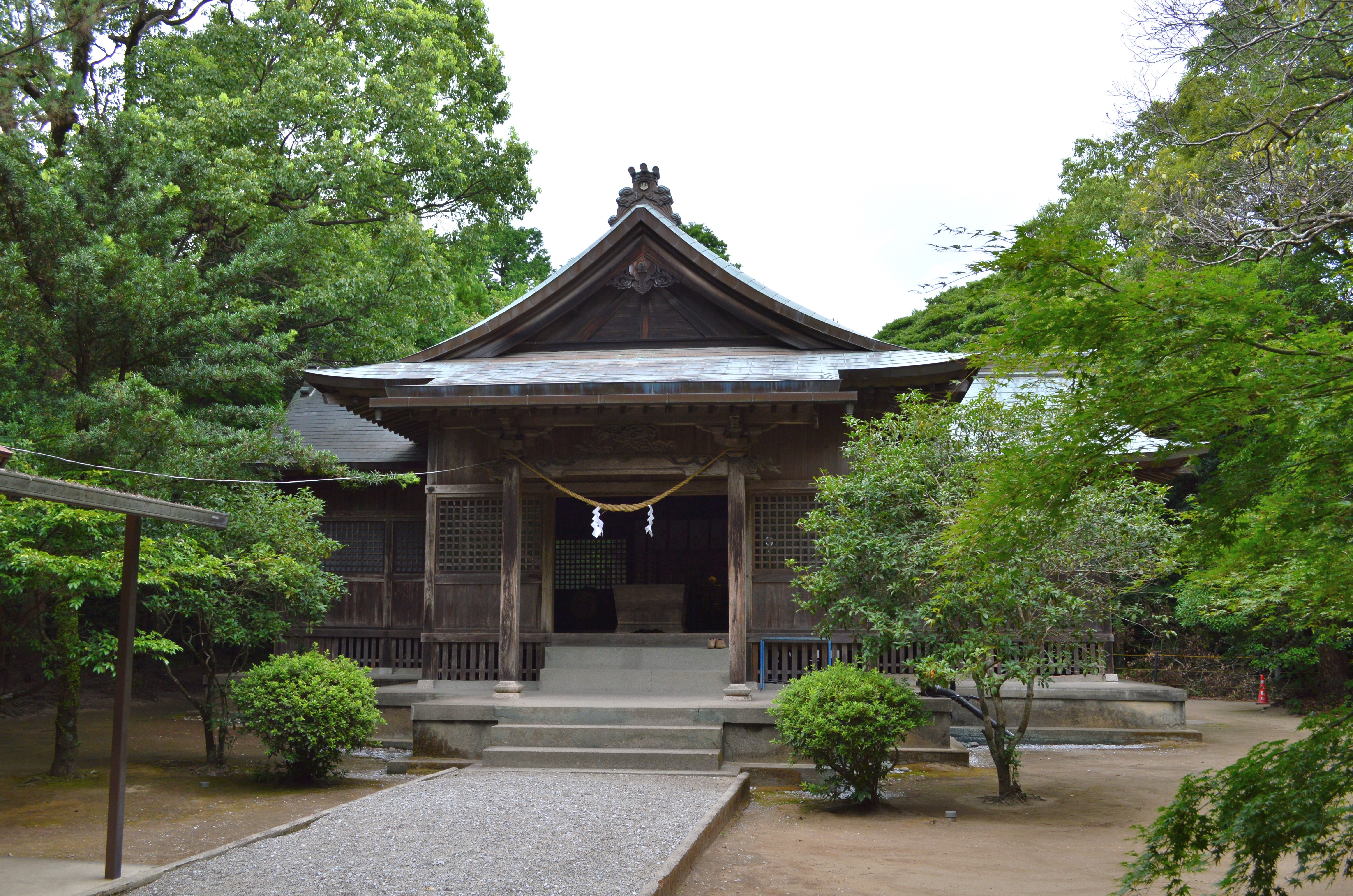
江田神社
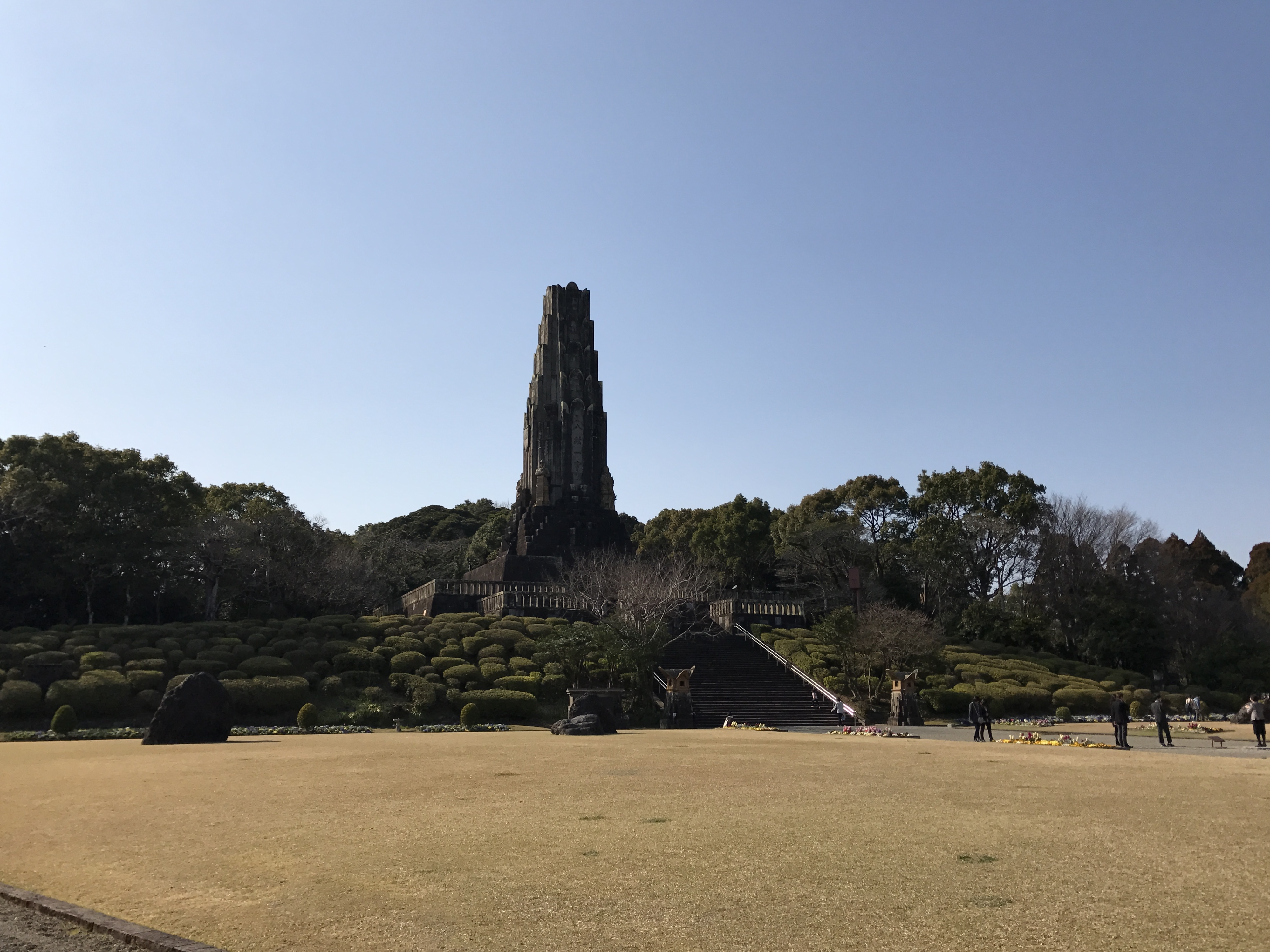
平和台公園
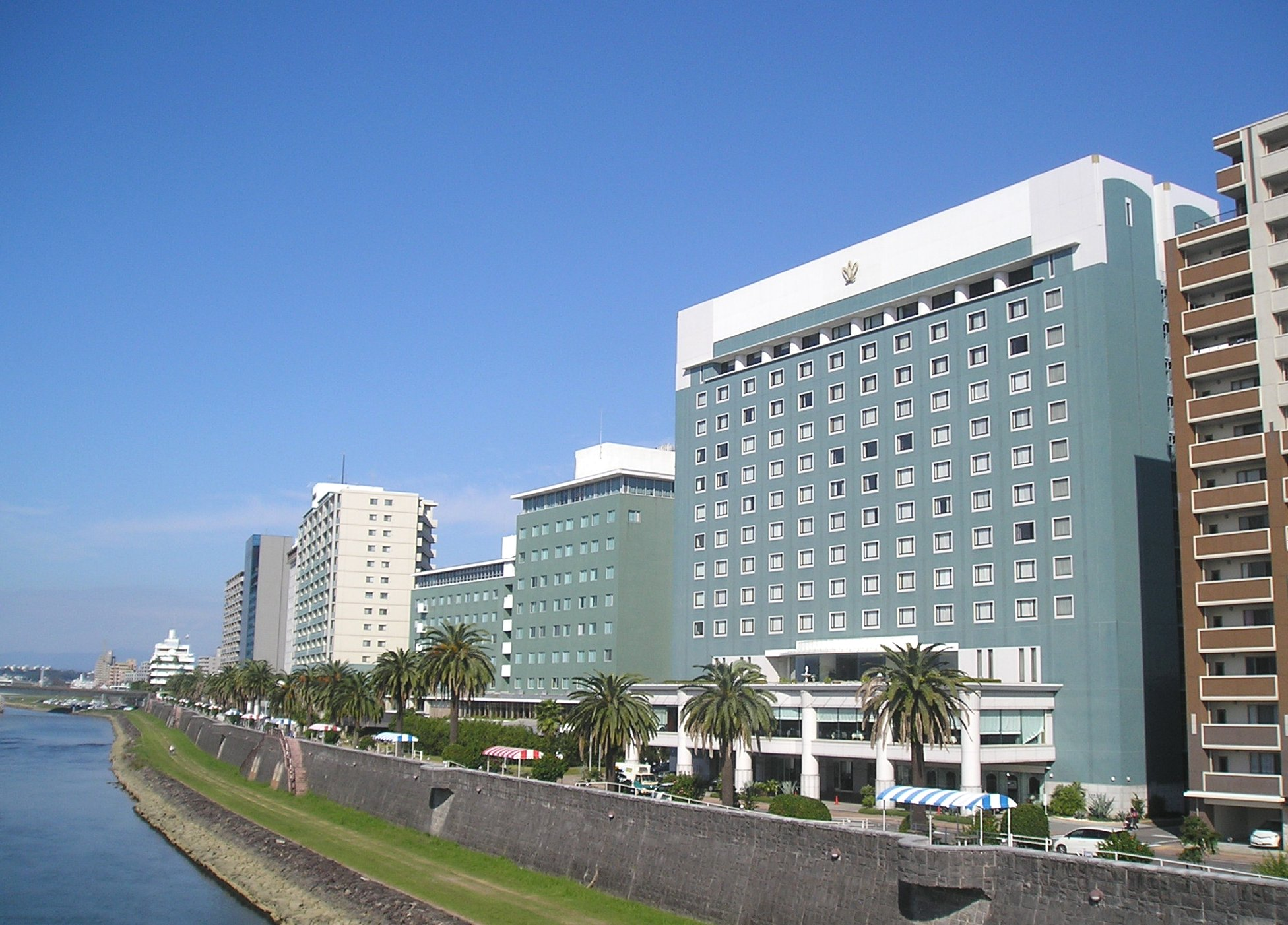
橘公園
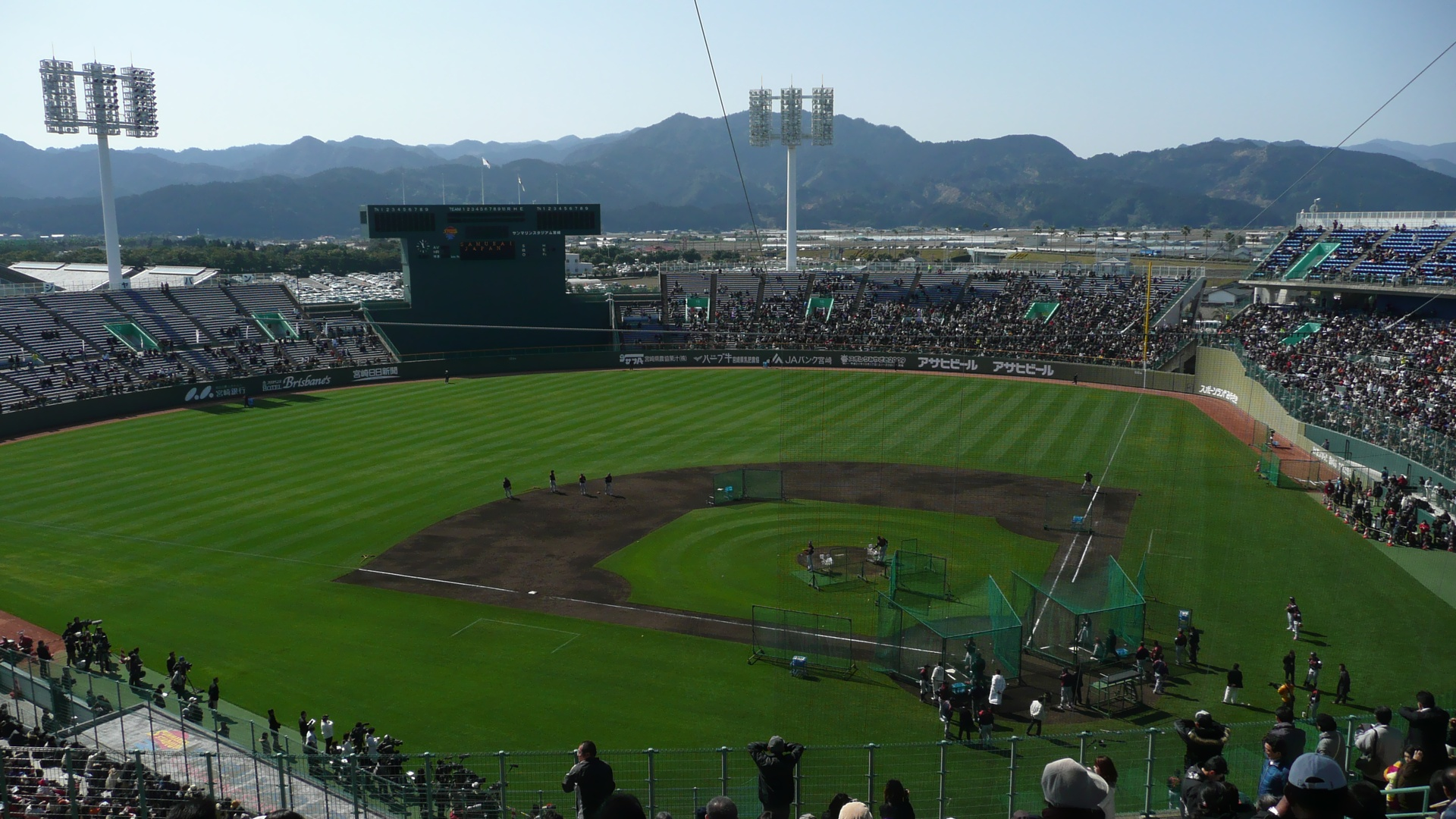
宮崎県総合運動公園硬式野球場
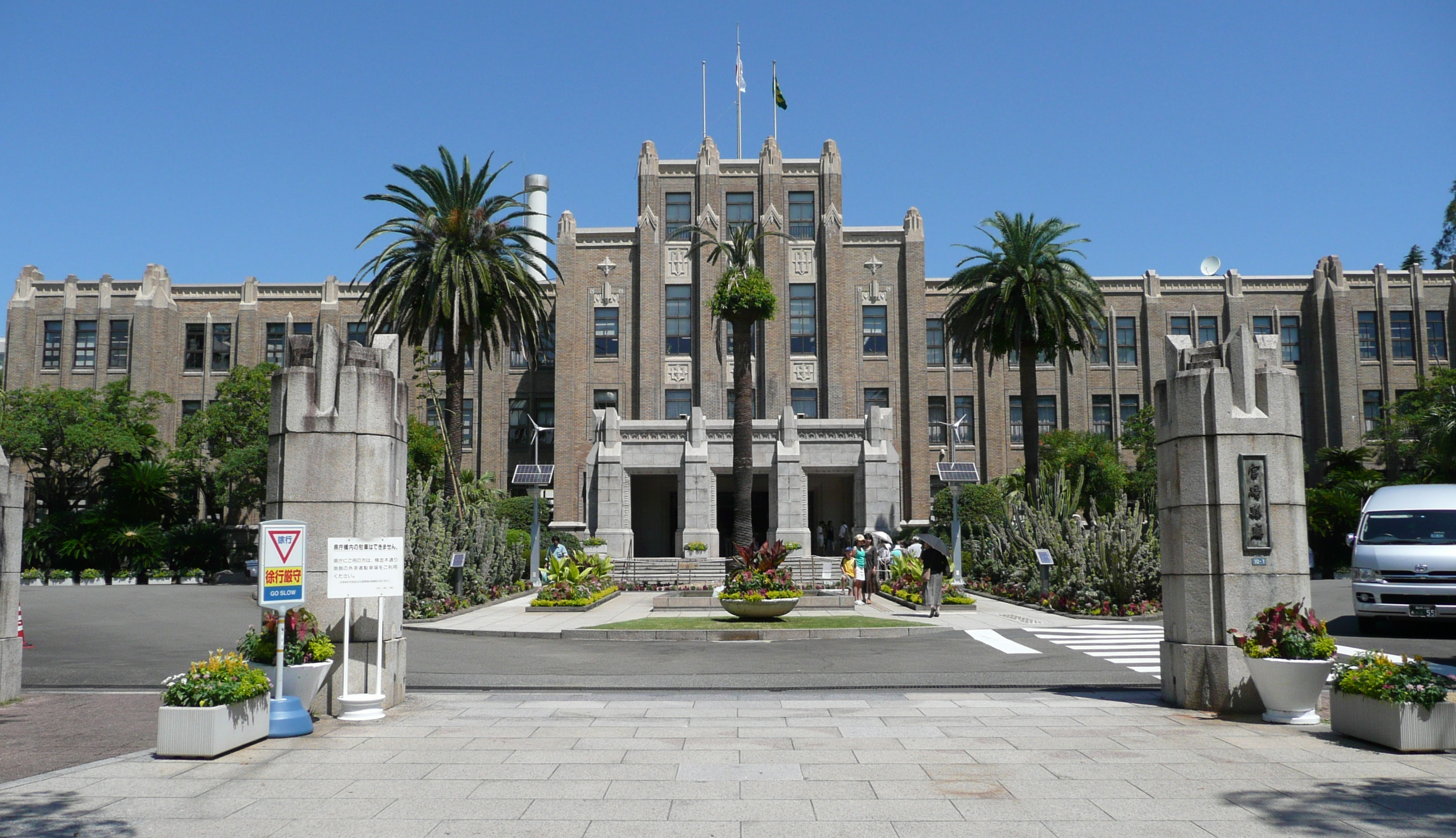
宮崎県庁舎
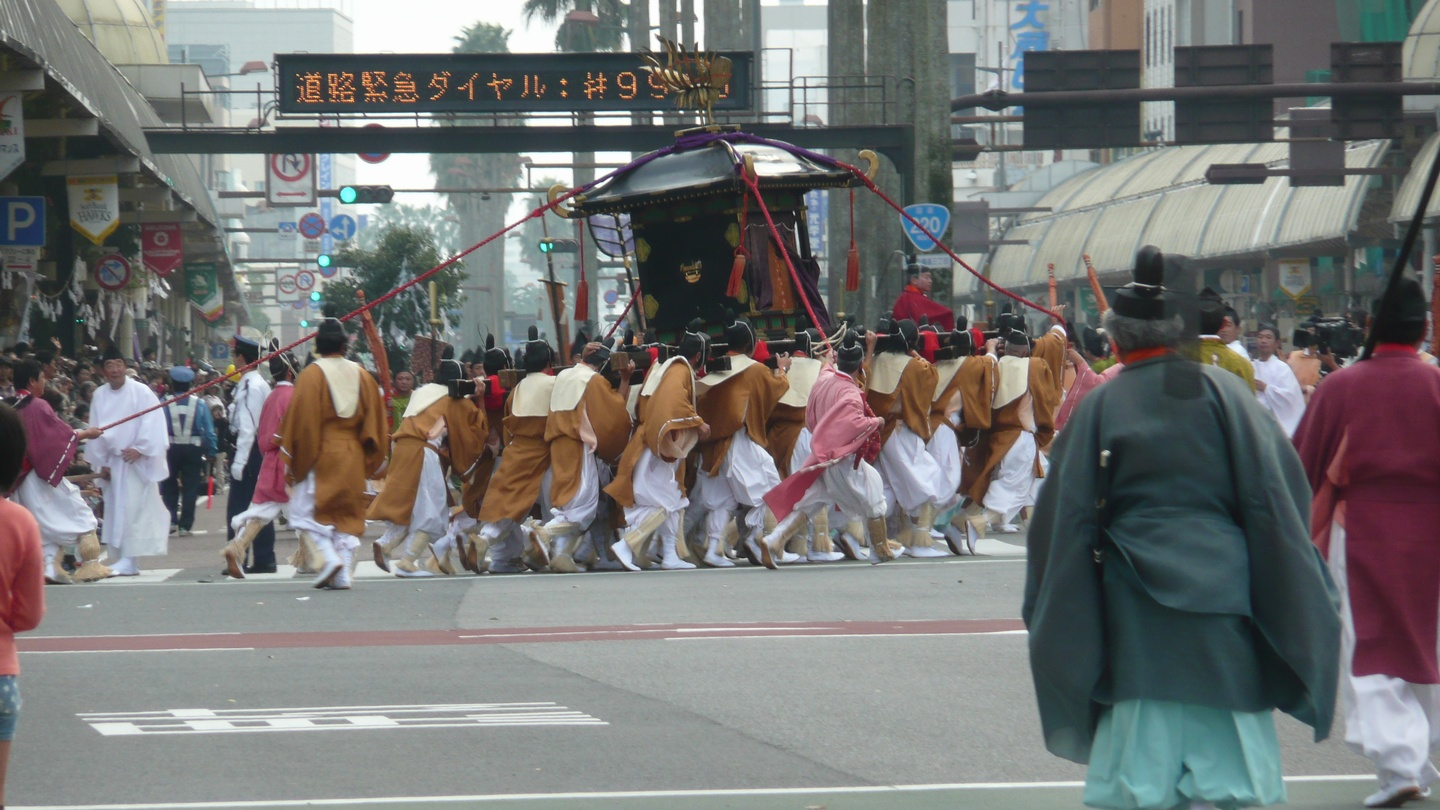
宮崎神宮大祭

## Khí hậu
| Dữ liệu khí hậu của Miyazaki, Miyazaki | Dữ liệu khí hậu của Miyazaki, Miyazaki | Dữ liệu khí hậu của Miyazaki, Miyazaki | Dữ liệu khí hậu của Miyazaki, Miyazaki | Dữ liệu khí hậu của Miyazaki, Miyazaki | Dữ liệu khí hậu của Miyazaki, Miyazaki | Dữ liệu khí hậu của Miyazaki, Miyazaki | Dữ liệu khí hậu của Miyazaki, Miyazaki | Dữ liệu khí hậu của Miyazaki, Miyazaki | Dữ liệu khí hậu của Miyazaki, Miyazaki | Dữ liệu khí hậu của Miyazaki, Miyazaki | Dữ liệu khí hậu của Miyazaki, Miyazaki | Dữ liệu khí hậu của Miyazaki, Miyazaki | Dữ liệu khí hậu của Miyazaki, Miyazaki |
| Tháng                                  | 1                                      | 2                                      | 3                                      | 4                                      | 5                                      | 6                                      | 7                                      | 8                                      | 9                                      | 10                                     | 11                                     | 12                                     | Năm                                    |
| -------------------------------------- | -------------------------------------- | -------------------------------------- | -------------------------------------- | -------------------------------------- | -------------------------------------- | -------------------------------------- | -------------------------------------- | -------------------------------------- | -------------------------------------- | -------------------------------------- | -------------------------------------- | -------------------------------------- | -------------------------------------- |
| Cao kỉ lục °C (°F)                     | 25.1 (77.2)                            | 25.4 (77.7)                            | 28.1 (82.6)                            | 31.7 (89.1)                            | 34.3 (93.7)                            | 36.2 (97.2)                            | 37.7 (99.9)                            | 38.0 (100.4)                           | 36.9 (98.4)                            | 32.7 (90.9)                            | 30.3 (86.5)                            | 25.0 (77.0)                            | 38.0 (100.4)                           |
| Trung bình ngày tối đa °C (°F)         | 12.7 (54.9)                            | 13.8 (56.8)                            | 16.7 (62.1)                            | 20.7 (69.3)                            | 24.1 (75.4)                            | 26.8 (80.2)                            | 31.4 (88.5)                            | 31.0 (87.8)                            | 28.1 (82.6)                            | 24.3 (75.7)                            | 19.5 (67.1)                            | 15.1 (59.2)                            | 22.0 (71.6)                            |
| Trung bình ngày °C (°F)                | 7.5 (45.5)                             | 8.6 (47.5)                             | 11.9 (53.4)                            | 16.1 (61.0)                            | 19.9 (67.8)                            | 23.1 (73.6)                            | 27.3 (81.1)                            | 27.2 (81.0)                            | 24.4 (75.9)                            | 19.4 (66.9)                            | 14.3 (57.7)                            | 9.6 (49.3)                             | 17.4 (63.4)                            |
| Tối thiểu trung bình ngày °C (°F)      | 2.6 (36.7)                             | 3.4 (38.1)                             | 7.2 (45.0)                             | 11.5 (52.7)                            | 15.9 (60.6)                            | 19.7 (67.5)                            | 23.9 (75.0)                            | 24.1 (75.4)                            | 21.1 (70.0)                            | 15.1 (59.2)                            | 9.6 (49.3)                             | 4.7 (40.5)                             | 13.2 (55.8)                            |
| Thấp kỉ lục °C (°F)                    | −7.5 (18.5)                            | −6.6 (20.1)                            | −4.1 (24.6)                            | −1.5 (29.3)                            | 3.1 (37.6)                             | 9.2 (48.6)                             | 16.0 (60.8)                            | 16.4 (61.5)                            | 9.7 (49.5)                             | 2.6 (36.7)                             | −2.7 (27.1)                            | −7.2 (19.0)                            | −7.5 (18.5)                            |
| Lượng mưa trung bình mm (inches)       | 63.8 (2.51)                            | 90.8 (3.57)                            | 182.1 (7.17)                           | 212.5 (8.37)                           | 239.3 (9.42)                           | 439.2 (17.29)                          | 310.4 (12.22)                          | 300.2 (11.82)                          | 354.6 (13.96)                          | 181.8 (7.16)                           | 105.0 (4.13)                           | 60.0 (2.36)                            | 2.539,7 (99.98)                        |
| Số ngày mưa trung bình                 | 6                                      | 8                                      | 11                                     | 11                                     | 11                                     | 16                                     | 12                                     | 13                                     | 13                                     | 8                                      | 8                                      | 6                                      | 123                                    |
| Độ ẩm tương đối trung bình (%)         | 65                                     | 66                                     | 69                                     | 70                                     | 73                                     | 82                                     | 76                                     | 79                                     | 80                                     | 75                                     | 73                                     | 70                                     | 73                                     |
| Số giờ nắng trung bình tháng           | 182.8                                  | 167.3                                  | 175.8                                  | 179.0                                  | 173.3                                  | 133.6                                  | 205.5                                  | 208.6                                  | 155.5                                  | 176.9                                  | 168.1                                  | 189.6                                  | 2.116                                  |
| [ cần dẫn nguồn ]                      |                                        |                                        |                                        |                                        |                                        |                                        |                                        |                                        |                                        |                                        |                                        |                                        |                                        |